# Municipio de Jefferson (condado de Adair)
El municipio de Jefferson (en inglés: Jefferson Township) es un municipio ubicado en el condado de Adair en el estado estadounidense de Iowa. En el año 2000 el municipio tenía una población de 185 habitantes y una densidad poblacional de 2 personas por km².

## Geografía
El municipio de Jefferson se encuentra ubicado en las coordenadas 41°27′22″N 94°24′38″O / 41.45611, -94.41056..